# Maricela Emilse Etcheverry Aranda
Azul Etcheverry  (León, 20 de abril de 1981),es una política mexicana, reconocida por haber sido diputada federal por Guanajuato  por la LXIII Legislatura del Congreso de la Unión de México entre 2015 y 2018. ].

## Biografía

### Primeros años y estudios
Etcheverry Aranda nació en León, Guanajuato en 1981. Cursó una Licenciatura en Comunicación en la Universidad Iberoamericana en 2005 y una Maestría en Ciencias de la Familia en la Universidad Anáhuac en 2013.

### Trayectoria política
Vinculada con el PRI, en 2003 se convirtió en miembro del Consejo Político Nacional del partido y en 2005 aceptó el cargo de consejera política a nivel estatal y nacional. Tras ocupar otros cargos dentro del partido, de desempeñarse como regidora del municipio de León y como coordinadora de relaciones públicas de la Fundación Teletón, el 29 de agosto de 2015 tomó protesta como diputada federal, permaneciendo en su cargo hasta el 31 de agosto de 2018. Durante su mandato ofició como secretaria de las comisiones de Relaciones Exteriores y Medio Ambiente e integró las comisiones de Agricultura, Educación Pública, Radio y Televisión y Turismo. También en 2018 presentó su candidatura por Guanajuato en las Elecciones al Senado de México de 2018.